# Франгова къща („Македономахи“ № 36)
Франговата къща (на гръцки: Οικία Φράγκου) е къща в град Воден, Гърция.
Къщата е разположена в традиционния квартал Вароша. Изградена е в XIX век. Собственост е на Е. Франгос.
В 1988 година като пример за традиционната градска архитектура на XIX век е обявена за паметник на културата.